# المركز الوطني للسكري والغدد الصم والوراثة
المركز الوطني للسكري والغدد الصم والوراثة مؤسسة صحية حكومية أردنية تابعة للمجلس الأعلى للعلوم والتكنولوجيا. يُعنى بتقديم خدمة علاجية متكاملة للعناية بمرض السكري ومضاعفاته والغدد الصم بالإضافة للتدريب والتأهيل والبحث العلمي في إطار مكافحة أمراض السكري والغدد الصم والوراثة. تأسس المركز عام 1996 داخل مستشفى الجامعة الأردنية إلى أن انتقل عام 2005 لمبناه الدائم المخصص ضمن أراضي الجامعة الأردنية.

## خدمات
يوفر المركز مرفقا للخدمات وعيادات متخصصة في السكري والغدد الصم والوراثة والأمراض المصاحبة لها ومختبرات متطورة تشمل على المختبرات الطبية والوراثية ومختبرات تخطيط الأعصاب والدماغ ومختبرات متخصصة بالأمراض التنفسية وامراض القلب وغيرها.
كما يخصص المركز عيادة متطورة للعناية بالقدم السكرية وقسم خاص للأشعة التشخيصية والطب النووي هذا وبالإضافة إلى خدماتنا التغذوية والتثقيفية المميزة في مجال السكري وعلاجه.

## إدارة
يدير شؤون المركز مجلس مكوّن من ثلاثة عشرة عضواً برئاسة رئيس يعينه رئيس المجلس الأعلى للعلوم والتكنولوجيا وعضوية كل من أمين عام وزارة الصحة، أمين عام المجلس الأعلى للعلوم والتكنولوجيا، مدير الخدمات الطبية الملكية، عمداء كلية الطب في الجامعة الأردنية وجامعة العلوم والتكنولوجيا وجامعة مؤتة والجامعة الهاشمية وجامعة اليرموك، وجامعة البلقاء التطبيقية، ورئيس جمعية العناية بالسكري، وممثلين عن القطاع الخاص، ونائب رئيس المركز.